# رسم صناعي

مكعب 6*

الرسم الهندسى (Machine Drawing) ويسمى أحيانًا الرسم الميكانيكي أو رسم الآلات هولفه، إلا أنها لغة فنية وهندسية وصناعية. وكأي لغة فإنه يستخدم في التفاهم ونقل الأفكار الصناعية والهندسية بين الناس سواء كان ذلك عن طريق الكتابة (تحضير الرسومات) أو عن طريق القراءة (دراسة رسومات سبق تحضيرها).وهو ليس رسمًا كالمألوف، فهو يختلف في صورته ونظام تحضيره ومايحويه من بيانات تتصل بالصناعة والإنتاج. فالرسم الفوتوغرافي لا يمكن اعتباه رسمًا صناعيًا وذلك لعدم فائدته للصناعة والإنتاج أو الدراسة الهندسية، الأمر الذي يحتاج إلى معرفة المقاسات ونوع المعدن ونوع أسنان البرغي ومواصفات كثيرة أخرى.
والرسم الصناعي كلغة فإنه كأي لغة له قواعده وأسسه فلا يمارسه إلا من درسوه دراسة سليمة، وكأي لغة فإن مستوى ممارسته والمقدرة فيه يتوقف على مدى التحصيل فيه وعلى المران الكامل والدقة التامة.
وتستخدم لغة الرسم الصناعي بين رجال الصناعة (عمال ومشرفين ومهندسين ومخترعين) كوسيلة للتفاهم بينهم على مايرغبون في إنتاجه وصناعته من منتجات. والرسومات الصناعية هي البديل عن الأجسام والمصنوعات. يعنى أنه إذا كانت هناك آلة في بلد ما وكانت رسوماتها في بلد آخر فإن كلاهما يكون ملمًا بجميع البيانات والمواصفات لهذه الآلة.

## تحضير الرسومات واستخدامها
في المصانع تحضر الرسومات داخل قسم خاص منها هو مكتب الدراسات والرسم، حيث تجهز الرسومات مبدئيًا (بقلم رصاص سابقًا) باستخدام برامج الرسم الهندسي أو الصناعي مثل أوتوكاد لدراستها بمعرفة المهندس المختص، ثم ترسم بعد ذلك الرسومات التنفيذية لكل قطعة والرسم الإجمالي لها، بعدها يطبع الرسم عدة نسخ توزع على العاملين في المصنع أو خارجه وأهمهم:
1. (machine shop)العامل بالورشة ليقوم بالتنفيذ طبقًا للشكل والمقاسات والمواصفات الموضحة على الشكل.
2. (supervisor)المشرف على التنفيذ في الورشة.
3. (machine shop manager)مدير الورشة أو القسم ليتدارس الشكل مع المنفذين في الورشة.
4. (production engineering)مكتب تقدير ثمن المنتج.
5. (production control)مكتب رسم خطط التشغيل وسير العمل.
6. (assembly)ورشة التركيب في حالة المنتجات المكونة من عدة قطع
7. (procurement)كاتب البيع ومندوبي المصنع في الأسواق.

## أنواع الرسم الصناعي لآلات

### الرسم الإنشائي (رسم التصميم وإقرار المنتجات) Construction Drawing
وهذا يقوم بتحضيره مهندس التصميم والمسؤول عن المقاسات والشكل والبناء للجسم أو القطعة، وهذا الرسم يكون بالقلم الرصاص فقط وبالأدوات الهندسية، ويكون للأجزاء مجمعة وفي مكانها من بعضها تماما كما يتصور حالتها بعد إنتاجها واستعمالها. وغالبا يكون بالحجم الطبيعي إذا ما تيسر ذلك وموضوع عليه جميع البيانات والملاحظات التي تلزم لإنتاج والإبعاد الهامة (التي في ترك تقديرها للآخرين خطورة يعرض المنتج للتلف). ومن هذا لرسم يقوم رسام خاص بإعداد الرسومات التفصيلية والتنفيذية لكل جزء على حدة، وهي الرسومات التي تستخدم صورًا منها في عمليات التنفيذ والإنتاج.

### الرسم التنفيذي للورشة Working Drawing
هذا النوع من الرسم هو الشائع استخدامه بل هو النوع الوحيد المستخدم في التنفيذ والإنتاج وفي جميع الأعمال الصناعية. الرسم الإنشائي يتم إعداده بواسطة مهندس التصميم، ويحضر منه الرسم التنفيذي المطلوب.

### الرسم الإجمالي (المجمع) Assembly Drawing
هذا النوع من الرسومات يحضر بنفس خطوات التي تتبع في الرسم التنفيذي إلا أن الفرق بين الإثنين هو أن الرسم الإجمالي يكون لجميع القطع مجمعة مع بعضها وكل جزء واضح في مكانه بالنسبة للأجزاء الأخرى، ولا يشترط في الرسم الإجمالي تفصيلات كثيرة أو أوضاع مختلفة للإيضاح الكامل الخاص بالدراسة كالرسم الإنشائي إلا أنه يكفي الرسومات التي توضح القطع والأجزاء في مكانه فقط وفي أبسط صورة. والرسم الإجمالي لا بد وأن يشتمل على الآتي:
- الرسومات الكافية لإيضاح القطع في مكانه من بعضها.
- كل قطعة تأخذ رقما يحددها.
- جدول يحوي جميع البيانات الكتابية الخاصة بكل قطعة.
- توضع عليه الأبعاد والمقاسات الرئيسية فقط والتي يحتاج إليها التغليف.